# 古關裕而
古關裕而（日语：／ Koseki Yūji，1909年8月11日—1989年8月18日），日本的作曲家，本名古關勇治。1969年獲得紫綬褒章、1979年獲得勛三等瑞寶章。在古关裕而写的大量歌曲中，流传最广的是《露营之歌》、《邮递马车》，还有《长崎之钟》等。

## 生平

### 童年
1909年，古關裕而出生在福島縣福島市的老字號和服店「喜多三」中，他是父親古關三郎次與母親古關久的長子，由於他是父母得來不易的孩子，所以父母對他非常疼愛。喜愛音樂的父親，買了大正時期家庭中罕見的留聲機，他從小就在音樂中長大，但是他的作曲幾乎都是自學來的。在古關家所在的街區，有一位大他五歲的男孩鈴木喜八，也就是後來的作詞家野村俊夫，兩人將會一同發行了許多歌曲。
1916年，七歲的古關裕而進入了福島縣師範學校附屬小學(現福島大學附屬小學)，由喜愛音樂的遠藤喜美治擔任導師，其致力於音樂的教學。約10歲時，古關已可以閱讀樂譜，課程開始無法滿足他的程度，所以他開始購買妹尾樂譜妹尾樂譜。他開始沉迷於作曲，漸漸的，同學會作詞給他譜曲，使他熟悉了作曲。

### 青年
从福岛商业学校毕业之后，从师营源明朗学习作曲。

### 哥倫比亞專屬作曲家時期
1929年，英国国际作曲家协会征求新的乐曲，古关裕而寄去的作品获奖。此后，他一直从事音乐创作活动。许多作品在广播电台播出。
1934年，在25歲時，《利根川的船歌》(利根の舟唄；詞：高橋掬太郎、唱：松平晃)成為了他第一首熱門的歌曲，確立了作為作曲家的地位。隔年1935年，新曲《船夫真可愛》(船頭可愛や；詞：高橋掬太郎、唱：音丸)銷售出了超過了26萬張，獲得了巨大的成功，使其成為了流行作曲家之一。《船夫真可愛》是一首以瀨戶內海為靈感的歌曲，1939年時，活躍在世界各地的日本女高音三浦環也以此曲灌錄了唱片。

### 戰後

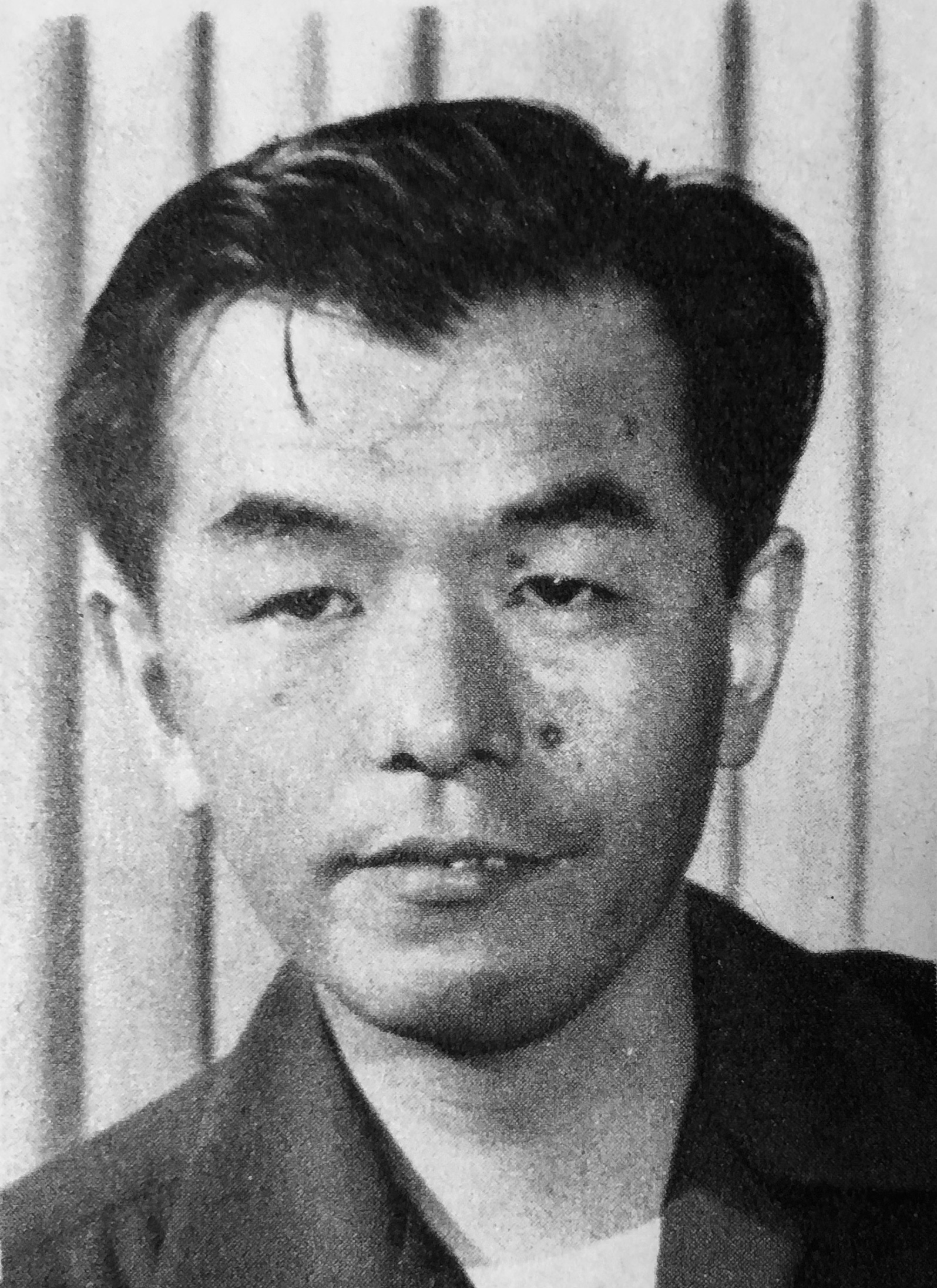
古关裕而（摄于1954年）

1953年，他再获日本广播协会颁发的“广播文化奖”。
1964年，為了1964年东京奥运会开幕式創作了运动员入场曲《奥林匹克进行曲》。

### 晚年與身後
1989年8月18日，因腦中風於神奈川縣川崎市的圣玛丽安娜医科大学醫院（聖マリアンナ医科大学病院）逝世，享壽80歲。
逝世後日本政府欲頒贈國民榮譽獎給古關，但他的遺屬以「死後才追贈榮譽有什麼意義」為由而辭退獎項。

## 紀念
在他的出生地設有福島市古關裕而紀念館（福島市古関裕而記念館），於1988年開館，展示其手稿、樂譜以及音樂作品。
2009年4月11日起，JR東日本福島車站以古關裕而的作品做為發車提醒音樂。同年8月11日為古關的100歲冥誕，福島車站東口設立的紀念碑揭幕，每天定時播放古關裕而的作品。
2023年1月13日，日本棒球名人堂宣佈古關裕而入選名人堂特別貢獻獎，表揚其創作多首學生棒球隊及職棒球隊的加油曲。

## 影視形象

### 電視劇
| 年份 | 名稱 | 演員                     |
| ---- | ---- | ------------------------ |
| 2020 | 歡呼 | 窪田正孝（飾演古山裕一） |

## 関連項目
- 古関金子
- 野村俊夫
- 伊藤久男
- 山田耕筰
- 菊田一夫
- 江口夜詩